# Портиџ (Охајо)
Портиџ (енгл. Portage) град је у америчкој савезној држави Охајо.

## Демографија
По попису из 2010. године број становника је 438, што је 10 (2,3%) становника више него 2000. године.
| Група             | 2000.       | 2010.       |
| Белци             | 378 (88,3%) | 393 (89,7%) |
| Афроамериканци    | 5 (1,2%)    | 6 (1,4%)    |
| Азијати           | 0 (0,0%)    | 0 (0,0%)    |
| Хиспаноамериканци | 42 (9,8%)   | 34 (7,8%)   |
| Укупно            | 428         | 438         |